# 北檜山町
北檜山町（きたひやまちょう）は、北海道南西部、檜山支庁北部にあった町。日本海に面し、北海道で唯一、支庁名に方位のついた町名であった。
北檜山町は瀬棚郡瀬棚町・久遠郡大成町と新設合併を行うことで合意。2004年12月に調印、各町議会での関連議案可決を行った。2005年9月1日に合併し、北檜山町区域は、久遠郡せたな町の合併特例区の一つ「北檜山区」となった。せたな町の本庁舎が旧北檜山町役場に置かれている。

## 地理
檜山支庁北部にあり狩場山、遊楽部岳を望む。日本海に面していて、中央部を後志利別川が流れる。
- 山：狩場山(1,520m)、遊楽部岳(1,277m)
- 河川：後志利別川
- 湖沼：真駒内ダム
- 岬：黒羽尻岬

### 隣接していた自治体
- 檜山支庁
  - 瀬棚郡：今金町、瀬棚町
  - 久遠郡：大成町
  - 爾志郡：熊石町
- 渡島支庁
  - 山越郡：八雲町
- 後志支庁
  - 島牧郡：島牧村

## 歴史

### 沿革
- 1902年 瀬棚郡瀬棚村（現・せたな町）の区域から分立し、瀬棚郡東瀬棚村が発足する。
- 1906年 北海道二級町村制施行により東瀬棚村の区域をもって東瀬棚村が発足する。同日、太櫓郡太櫓村（ふとろ-）が発足する。
- 1953年 町制施行し、東瀬棚町（ひがしせたなまち）となる。
- 1955年4月1日 瀬棚郡東瀬棚町及び太櫓郡太櫓村が合併し、瀬棚郡北檜山町が発足する。同時に太櫓郡が消滅する。旧東瀬棚町の10字と旧太櫓村の4大字を継承。
- 1958年 旧太櫓村の4大字を廃止、8行政字に再編。
  - 太櫓村 → 太櫓、共和、栄、若松、小川、二俣、富里
  - 古櫓多村 → 太櫓
  - 良瑠石村 → 太櫓、新成
  - 鵜泊村 → 新成
- 2005年9月1日 北檜山町、瀬棚町及び久遠郡大成町が合併し、久遠郡せたな町が発足する。

### 主な出来事
- 1970年（昭和45年）1月17日 - 鵜泊海岸で愛媛県の貨物船（波島丸）が座礁。座礁に気付いた町民により救助が行われたが、乗組員20人のうち18人が死亡[1]。

## 経済
水田と畑作、酪農の町。水稲、じゃがいも、メロン、ほうれん草、豆類、かき、あわびなどが獲れる。

## 教育
- 道立高等学校：北海道檜山北高等学校
- 中学校：北檜山、丹羽、若松
- 小学校：小倉山、北檜山、左股、玉川、二俣、太櫓、若松

## 交通

### 鉄道
町内を鉄道路線は通っていない。鉄道を利用する場合の最寄り駅は、JR北海道函館本線国縫駅。

#### 廃止された鉄道路線
かつては国鉄瀬棚線が走っていたが、1987年（昭和62年）3月15日に廃止。北檜山駅、丹羽駅が置かれていた。

### バス
- 函館バス

### 道路
- 一般国道
  - 国道229号
  - 国道230号
  - 国道276号
- 都道府県道
  - 北海道道42号八雲北檜山線
  - 北海道道232号今金北檜山線
  - 北海道道345号矢淵東瀬棚停車場線
  - 北海道道677号小倉山丹羽停車場線
  - 北海道道740号北檜山大成線
  - 北海道道783号東大里瀬棚停車場線
  - 北海道道936号丹羽今金線

## 名所・旧跡・観光スポット・祭事・催事

### 名所
- 玉川公園：水仙と桜が見所。5月第2日曜日に玉川公園水仙祭り開催。
- 浮島公園：うぐい沼の上に動く島がある。6月第4日曜日に浮島公園祭り開催。
- ふとろ海水浴場：砂浜。シャワーとトイレがついている。
- うどまり荘・自然休養村：バンガローがついたキャンプ場。研修施設もある。

### 温泉
- ねとい温泉：田んぼの真ん中にある温泉。入浴料500円。
- 北檜山温泉：温泉ホテルきたひやまにある温泉。日帰り入浴可、入浴料500円。
- いこいの家：北檜山温泉の隣にある町営の銭湯。入浴料360円。

## 出身の有名人
- 佐藤孝行（政治家）
- 杉村悦郎（伝記作家）